# Raphaël Goldman
Pour les articles homonymes, voir Goldman.
Raphaël Goldman, né le 25 juillet 1987, est un acteur français. Il est essentiellement connu pour son rôle dans la série télévisée Cœur Océan, où il joue le personnage de Pierre.

## Filmographie
- 2004 : Les Fautes d'orthographe de Jean-Jacques Zilbermann : Richard
- 2004 : Marcel ! de Jean Achache : Seb
- 2006 : Cœur Océan (série TV) : Pierre
- 2006 : Camping de Fabien Onteniente : Manu, un copain d'Aurélie
- 2007 : Une leçon particulière de Raphaël Chevènement : Cyril
- 2012 : The unlikely girl de Wei Ling Chang : Mathieu
- 2011 : Brassens, la mauvaise réputation de Gérard Marx (TV) : Henri Delpont
- 2015 : A 14 ans : le surveillant